# Phytoliriomyza magellani
Phytoliriomyza magellani är en tvåvingeart som beskrevs av Spencer 1982. Phytoliriomyza magellani ingår i släktet Phytoliriomyza och familjen minerarflugor. Inga underarter finns listade i Catalogue of Life.